# Ittero
Si definisce ittero la colorazione giallastra della pelle, delle sclere e delle mucose causata dall'eccessivo innalzamento dei livelli di bilirubina nel sangue.
Affinché l'ittero sia visibile il livello di bilirubina deve superare 2,5 mg/dL. Un ittero lieve (sub-ittero), osservabile esaminando le sclere alla luce naturale, è di solito evidenziabile quando i valori della bilirubina sierica sono compresi tra 1,5 - 2,5 mg/dL. L'ittero è una condizione parafisiologica nel neonato, mentre è frequentemente segno di patologia nell'adulto.
La bilirubina deriva dal catabolismo dell'eme (molecola contenuta nell'emoglobina), e si riscontra nel corpo umano in due forme: forma indiretta, che si trova normalmente in circolo ed è veicolata dall'albumina plasmatica; forma diretta, in cui la bilirubina è coniugata con l'acido glucuronico, indice che è stata glucoronoconiugata dal fegato e resa idrofila, adatta a essere eliminata con la bile. L'identificazione di quale delle due forme di bilirubina è presente in eccesso dà un'indicazione sulle cause dell'ittero.
Una colorazione gialla della cute prevalente nei palmi delle mani e nelle piante dei piedi ma assente nelle sclere e nelle mucose può essere causata da carotenemia, una condizione innocua che può rientrare nella diagnosi differenziale. Altra causa di colorazione giallastra della cute può essere un'eccessiva esposizione ai fenoli.

## Ittero emolitico o pre-epatico (con iperbilirubinemia non coniugata o indiretta)

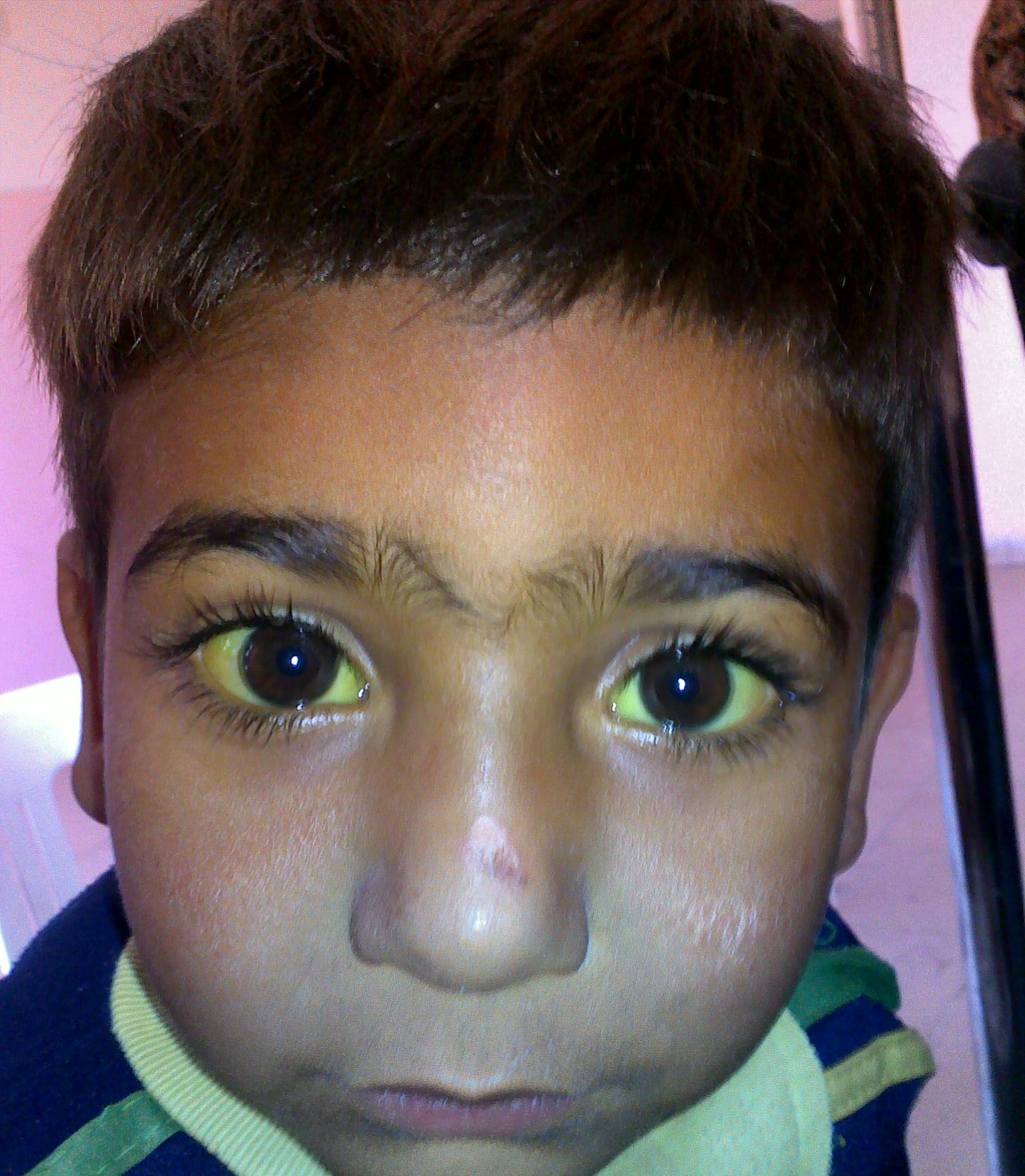
Un bambino di 4 anni con ittero visibile nelle sclere; ciò costituisce una prova dell'anemia emolitica causata dalla consumazione di fave da parte del soggetto risultato G6P-DH carente

È dovuto a un'aumentata produzione di bilirubina e/o a un'impossibilità da parte del fegato di effettuare il processo di coniugazione con acido glucuronico. La produzione di bilirubina aumenta in corso di emolisi, cioè a un'aumentata distruzione di globuli rossi. Questo avviene in alcune malattie del sangue: 
- aumentato stress ossidativo in concomitanza di deficit enzimatici dei globuli rossi (come il deficit di G6P-DH, glucosio-6-fosfato deidrogenasi, volgarmente noto come "favismo");
- trasfusione di sangue non compatibile;
- anemia emolitica autoimmune;
- emolisi neonatale per immunizzazione nella prima gravidanza di madri Rh- che concepiscano nuovamente figli Rh+;
- sindrome di Gilbert[3] o sindrome di Crigler-Najjar.

## Ittero colestatico o post-epatico (con iperbilirubinemia coniugata o diretta)
È dovuto a colestasi, condizione in cui la bilirubina viene normalmente prodotta, va a costituire la bile, ma questa incontra un ostacolo e non può percorrere il normale tragitto che la porterebbe nell'intestino e quindi a essere eliminata con le feci.
Questo porta ad altri sintomi e segni che coesistono in questi tipi di ittero:
- urine color marsala (o color Coca-Cola); questo è dovuto al fatto che la bilirubina diretta, essendo idrosolubile (a differenza di quella indiretta), una volta in circolo può essere eliminata con le urine, conferendogli il caratteristico colore;
- feci ipocoliche o acoliche. Dovute al fatto che il colore delle feci è normalmente dato proprio dai pigmenti biliari, che in questa situazione non raggiungono l'intestino;
- prurito. Infatti nella bile sono compresi anche i sali biliari, che quando vanno in circolo tendono a depositarsi a livello cutaneo, dando appunto un intenso prurito.

La cause di ittero colestatico di gran lunga più frequente è la calcolosi della colecisti, quando un calcolo si incunea nel dotto biliare causa un ostacolo al deflusso della bile, e quindi ittero.
Per quanto feci ipocoliche e bilirubinuria siano caratteristiche nell'ittero colestatico possono presentarsi anche in altre patologie intra-epatiche non ostruttive, non sono dunque segni bastevoli per una diagnosi.
Le principali cause di ittero ostruttivo sono:
- neoplasie delle vie biliari, dell'intestino e della testa del pancreas
- calcolosi
- papilliti
- odditi
- pancreatiti croniche
- cisti
- neoplasie via biliare extraepatica
- compressioni ab extrinseco (carcinoma testa del pancreas)
- sindrome di Dubin-Johnson
- sindrome di Rotor

## Ittero neonatale
L'ittero neonatale solitamente viene considerato fisiologico ed è causato da aumentata emocateresi, ovvero distruzione di emazie, tale da non essere supportato dalle capacità epatiche, essendo il fegato ancora immaturo. Si osserva in circa il 50% dei neonati a termine e nell'80% dei neonati pretermine. Si presenta in seconda/terza giornata e può durare fino a 8 giorni nei neonati a termine e fino a 14 nei pretermine. I livelli di bilirubina solitamente si assestano senza alcun intervento. I neonati con l'ittero neonatale vengono trattati con l'esposizione a una intensa luce blu (fototerapia). L'ittero neonatale può provocare danni permanenti quando la sua concentrazione supera i 20–25 mg/dL, ovvero in caso di kernittero in quanto la bilirubina ha degli effetti tossici sul sistema nervoso centrale. L'ittero neonatale può rappresentare l'eziologia di alcune anomalie, come ad esempio la discromia dello smalto dentario.